# 波普喬伊 (愛荷華州)
普喬伊（英語：Popejoy）是一個位於美國愛荷華州富蘭克林縣的城市。

## 地理
普喬伊的座標為41°35′39″N 93°25′37″W / 41.59417°N 93.42694°W，而該地的平均海拔高度為353米（即1158英尺）。

## 人口
根據2010年美國人口普查的數據，普喬伊的面積為1.92平方千米，當中陸地面積為1.92平方千米，而水域面積為0.00平方千米。當地共有人口79人，而人口密度為每平方千米41人。